# Плиогиппусы

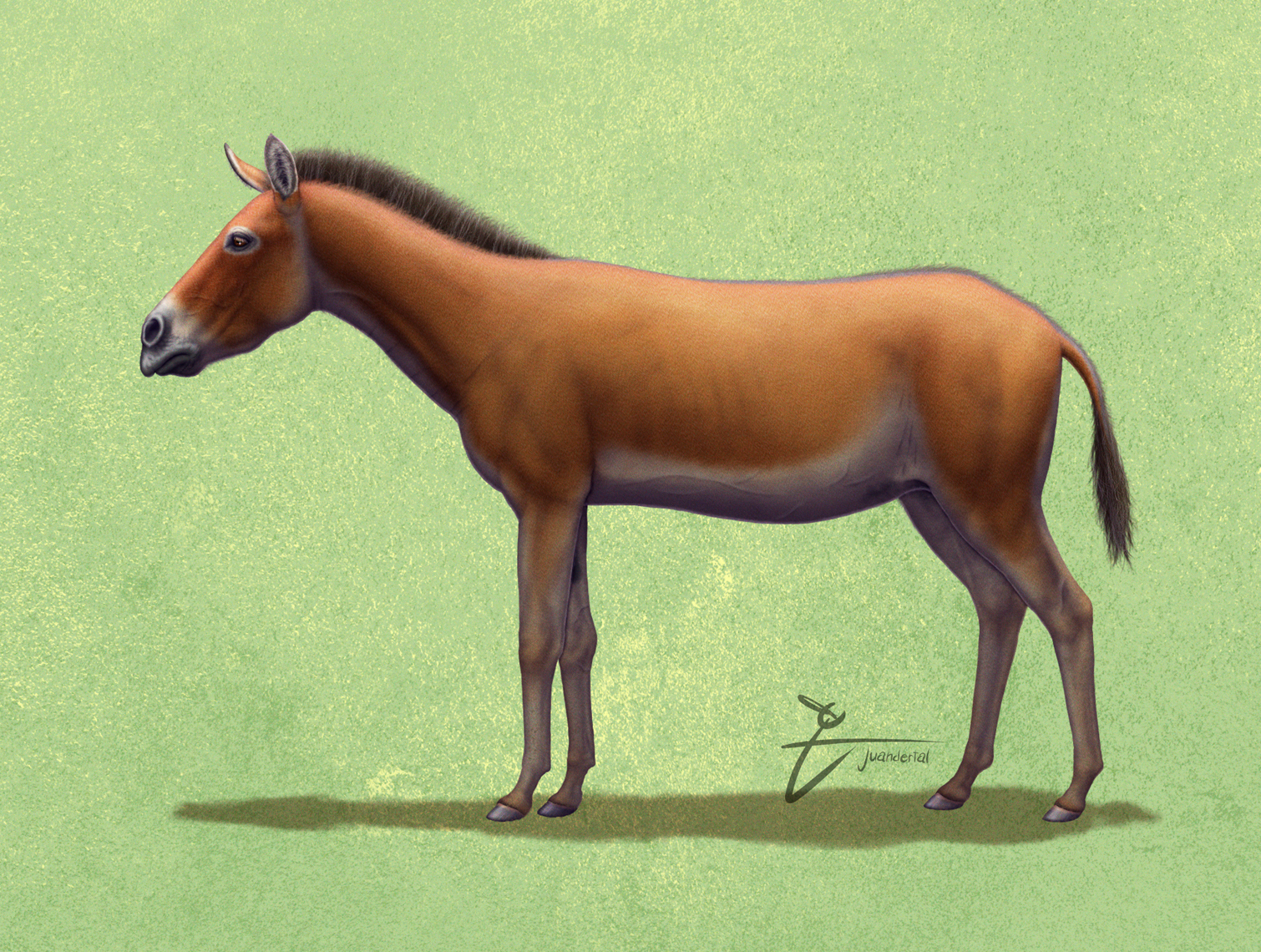
Реконструкция Pliohippus pernix

Плиогиппусы (лат. Pliohippus) — род вымерших трёхпалых лошадей, обитавших в плиоцене в степях Северной Америки. Плиогиппус — потомок Merychippus и предок более поздних лошадей (в том числе рода Equus), с которыми сходен по размерам, строению черепа, зубов и скелета. Обитал примерно 2—3 млн лет назад. Плиогиппусы были однопалыми и довольно крупными (высота в холке — около 120 см) и, кроме того, лучше приспособленными к обитанию в сухих степях.